# Bursera palmeri
Bursera palmeri là một loài thực vật có hoa trong họ Burseraceae. Loài này được S.Watson mô tả khoa học đầu tiên năm 1887.